# OR13A1
Olfaktorni receptor 13A1 je protein koji je kod ljudi kodiran OR13A1 genom.
Olfaktorni receptori formiraju interakcije sa molekulima mirisa u nosu, čime se inicira neuronski respons koji izaziva percepciju mirisa. Oni su odgovorni za prepoznavanje i G proteinima posredovanu transdukciju mirisnih signala. Proteini olfaktornih receptora su članovi velike familije G protein spregnutih receptora (GPCR). Poput mnogih receptora za neurotransmitere i hormone, olfaktorni receptori imaju strukturu 7-transmembranskog domena. Oni su kodirani genima sa jednim eksonom. Geni olfaktornih receptora su najveća familija genoma. Nomenklatura gena i proteina olfaktornih receptora je nezavisna od drugih organizama.

## Literatura
- Strausberg RL; Feingold EA; Grouse LH;  . (2003). „Generation and initial analysis of more than 15,000 full-length human and mouse cDNA sequences”. Proc. Natl. Acad. Sci. U.S.A. 99 (26): 16899—16903. PMC 139241 . PMID 12477932. doi:10.1073/pnas.242603899.
- Malnic B, Godfrey PA, Buck LB (2004). „The human olfactory receptor gene family”. Proc. Natl. Acad. Sci. U.S.A. 101 (8): 2584—2589. PMC 356993 . PMID 14983052. doi:10.1073/pnas.0307882100.
- Deloukas P; Earthrowl ME; Grafham DV;  . (2004). „The DNA sequence and comparative analysis of human chromosome 10”. Nature. 429 (6990): 375—381. PMID 15164054. doi:10.1038/nature02462.

## Spoljašnje veze
- OR13A1+protein,+human на 